# Никола Аврамов (революционер)
Вижте пояснителната страница за други личности с името Никола Аврамов.
Никола (Николай) Аврамов Яковчев е български революционер, охридски войвода на Вътрешната македоно-одринска революционна организация.

## Биография
Аврамов е роден в 1880 година в село Слатино, Дебърца. Влиза във ВМОРО. През Илинденско-Преображенското въстание е войвода на четата от родното си село и с нея участва в нападението срещу турския гарнизон в село Сируля на 20 юли 1903 година.
След въстанието се установява в град Русе, България, където се занимава с бизнес.
При избухването на Балканската война в 1912 година Аврамов е доброволец в редовете на 2 и Нестроевата рота на 9 велешка дружина на Македоно-одринското опълчение. За отличие в боя е награден с орден „За храброст“ IV степен.
Аврамов умира в Русе в 1939 година.